# HV Vrone
HV Vrone is een Nederlandse handbalvereniging uit Sint Pancras in de Noord-Hollandse gemeente Dijk en Waard.
Op 23 december 1920 werd sportvereniging Vrone opgericht en in 1943 kreeg deze een handbalafdeling. In 1947 speelde men in de Afdeling I, 2e klasse Noord-Holland. Op 1 juli 2019 splitste de handbalafdeling zich af en werd het daarmee zelfstandig.
Het eerste herenteam komt uit in de eredivisie. Het tweede herenteam en het damesteam komen uit in de  eerste klasse. De herenteams vormen met HV Berdos samengestelde teams.

## Resultaten
Heren
- 2018 9e
Hoofdklasse D
- 2019 2e
Hoofdklasse D
- 2020 3e
Eerste divisie
- 2021
Eerste divisie
- 2022 1e
Eerste divisie
- 2023 10e
Eredivisie
- 2024 13e
Eredivisie

- Eredivisie
- Eerste divisie
- Hoofdklasse

- Vanaf 2019 samenwerking met Berdos.